# Phép thử Turing

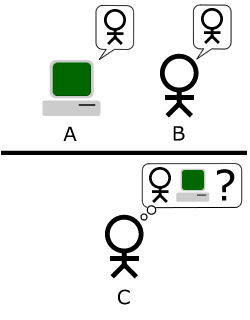
Mô hình chuẩn của phép thử Turing, trong đó người chơi C, đóng vai trò người chất vấn, có nhiệm vụ xác định người chơi A và B, bên nào là máy tính, bên nào là con người bằng cách đặt các câu hỏi và nhận câu trả lời từ A và B.Hình ảnh từ Saygin, 2000.

Phép thử Turing là một bài kiểm tra khả năng trí tuệ của máy tính. Phép thử như sau: một người chơi thực hiện một cuộc thảo luận bằng ngôn ngữ tự nhiên với một con người và một máy tính, cả hai đều cố gắng chứng tỏ mình là con người. Ba bên tham gia phép thử được cách ly với nhau. Nếu người chơi không thể nhận ra máy tính không phải là con người, máy tính đó vượt qua phép thử. Vì bài kiểm tra có mục đích là thử khả năng trí tuệ của máy tính mà không phải là khả năng nghe âm thanh, cuộc thảo luận hạn chế trong một kênh văn bản như một bàn phím và màn hình.
Phép thử được đưa ra năm 1950 bởi Alan Turing trong bài viết Máy tính và trí tuệ, bắt đầu bằng:"Tôi đề nghị xem xét câu hỏi, 'Máy tính có thể suy nghĩ không?'" Cho rằng "suy nghĩ" là một khái niệm khó định nghĩa, Turing chọn "thay thế câu hỏi này bằng một câu hỏi khác, liên quan chặt chẽ đến câu hỏi trên và rõ ràng hơn". Câu hỏi mới của Turing là: "Có một máy tính tưởng tượng nào có thể vượt qua [phép thử Turing]"? Ông tin rằng câu hỏi này hoàn toàn có thể trả lời. Và trong phần còn lại của bài báo, Turing lập luận chống lại những ý kiến phản đối về việc "máy tính có thể suy nghĩ".

## Đơn giản
Triết học tinh thần, tâm lý học, và thần kinh học hiện đại đều bất lực trước việc cung cấp một định nghĩa chính xác cho "trí tuệ" và "tư duy" để có thể áp dụng trên máy tính. Không có những định nghĩa đó, những câu hỏi cơ bản trong triết học về trí tuệ nhân tạo không thể trả lời được. Phép thử Turing mặc dù không hoàn hảo, ít nhất đã cung cấp một phương pháp để đo lường. Và như vậy, nó là một giải pháp thực tế cho một câu hỏi triết học khó khăn.

## Nhược điểm của phép thử
Phép thử Turing dựa trên giả thiết rằng người ta có thể đánh giá tính "thông minh" của máy tính bằng cách so sánh hành vi của nó với hành vi của con người. Câu hỏi đặt ra là: kết quả của phép thử có thể phản ánh thực tế, trong khi chỉ xem xét tới hành vi và so sánh với hành vi con người? Vì lý do này và những lý do khác, các nhà nghiên cứu trí tuệ nhân tạo đã đặt câu hỏi về tính hữu dụng của phép thử. Trong thực tế, kết quả của thử nghiệm có thể dễ dàng bị chi phối không phải bởi tính thông minh của máy tính, mà do kỹ năng, thái độ hoặc sự ngây thơ của người hỏi

## Các phiên bản của phép thử Turing

### Trò chơi bắt chước
Bản gốc của Turing mô tả một trò chơi đơn giản liên quan đến ba người chơi. Người chơi A là một người đàn ông, người chơi B là một người phụ nữ và người chơi C (người đóng vai trò của người hỏi) là một người có giới tính khác. Trong trò chơi bắt chước, người chơi C không thể nhìn thấy hai người chơi A hoặc người chơi B, và có thể giao tiếp với họ chỉ thông qua ghi chép bằng văn bản. Bằng việc nêu những câu hỏi cho người chơi A và người chơi B, người chơi C cố gắng để xác định một trong hai ai là đàn ông ai là phụ nữ. Vai trò của người chơi A là để lừa người hỏi đưa ra các quyết định sai lầm, trong khi người chơi B cố gắng để giúp người hỏi đưa ra quyết định đúng.

## Sách
- "Artificial Stupidity", The Economist, 324 (7770): 14, ngày 1 tháng 9 năm 1992
- Bion, W.S. (1979), "Making the best of a bad job", Clinical Seminars and Four Papers, Abingdon: Fleetwood Press.
- Bowden, Margaret A. (2006), Mind As Machine: A History of Cognitive Science, Oxford University Press, ISBN 9780199241446
- Colby, K. M.; Hilf, F. D.; Weber, S.; Kraemer, H. (1972), "Turing-like indistinguishability tests for the validation of a computer simulation of paranoid processes", Artificial Intelligence, 3: 199–221, doi:10.1016/0004-3702(72)90049-5
- Copeland, Jack (2003), Moor, James (biên tập), "The Turing Test", The Turing Test: The Elusive Standard of Artificial Intelligence, Springer, ISBN 1-40-201205-5
- Crevier, Daniel (1993), AI: The Tumultuous Search for Artificial Intelligence, New York, NY: BasicBooks, ISBN 0-465-02997-3
- Dreyfus, Hubert (1979), What Computers Still Can't Do, New York: MIT Press, ISBN 0-06-090613-8
- Feigenbaum, Edward A. (2003), "Some challenges and grand challenges for computational intelligence", Journal of the ACM, 50 (1): 32–40, doi:10.1145/602382.602400
- Genova, J. (1994), "Turing's Sexual Guessing Game", Social Epistemology, 8 (4): 314–326, doi:10.1080/02691729408578758
- Harnad, Stevan (2004), "The Annotation Game: On Turing (1950) on Computing, Machinery, and Intelligence", trong Epstein, Robert; Peters, Grace (biên tập), The Turing Test Sourcebook: Philosophical and Methodological Issues in the Quest for the Thinking Computer, Klewer
- Haugeland, John (1985), Artificial Intelligence: The Very Idea, Cambridge, Mass.: MIT Press.
- Hayes, Patrick; Ford, Kenneth (1995), "Turing Test Considered Harmful", Proceedings of the Fourteenth International Joint Conference on Artificial Intelligence (IJCAI95-1), Montreal, Quebec, Canada.: 972–997
- Heil, John (1998), Philosophy of Mind:  A Contemporary Introduction, London and New York: Routledge, ISBN 0-415-13060-3
- Hinshelwood, R.D. (2001), Group Mentality and Having a Mind: Reflections on Bion's work on groups and on psychosis
- Kurzweil, Ray (1990), The Age of Intelligent Machines, Cambridge, Mass.: MIT Press, ISBN 0-262-61079-5
- Kurzweil, Ray (2005), The Singularity is Near, Penguin Books, ISBN 0-670-03384-7
- Loebner, Hugh Gene (1994), "In response", Communications of the ACM, 37 (6): 79–82, doi:10.1145/175208.175218, Bản gốc lưu trữ ngày 14 tháng 3 năm 2008, truy cập ngày 22 tháng 3 năm 2008
- McCorduck, Pamela (2004), Machines Who Think (ấn bản thứ 2), Natick, Massachusetts: A. K. Peters, ISBN 1-5688-1205-1
- Moor, James, biên tập (2003), The Turing Test: The Elusive Standard of Artificial Intelligence, Dordrecht: Kluwer Academic Publishers, ISBN 1-4020-1205-5
- Penrose, Roger (1989), The Emperor's New Mind: Concerning Computers, Minds, and The Laws of Physics, Oxford University Press, ISBN 0-14-014534-6
- Russell, Stuart J.; Norvig, Peter (2003), Artificial Intelligence: A Modern Approach (ấn bản thứ 2), Upper Saddle River, NJ: Prentice Hall, ISBN 0-13-790395-2
- Russell, Stuart J.; Norvig, Peter (2010), Artificial Intelligence: A Modern Approach (ấn bản thứ 3), Upper Saddle River, NJ: Prentice Hall, ISBN 0-13-604259-7
- Saygin, A. P.; Cicekli, I.; Akman, V. (2000), "Turing Test: 50 Years Later" (PDF), Minds and Machines, 10 (4): 463–518, doi:10.1023/A:1011288000451, Bản gốc (PDF) lưu trữ ngày 9 tháng 4 năm 2011, truy cập ngày 30 tháng 12 năm 2010. Reprinted in Moor (2003, tr. 23–78).
- Saygin, A. P.; Cicekli, I. (2002), "Pragmatics in human-computer conversation", Journal of Pragmatics, 34 (3): 227–258, doi:10.1016/S0378-2166(02)80001-7.
- Saygin, A.P. (2008), "Comments on "Computing Machinery and Intelligence" by Alan Turing.", trong Epstein, R.; Roberts, G.; Poland, G. (biên tập), Parsing the Turing Test, Dordrecht, Netherlands: Springer
- Searle, John (1980), "Minds, Brains and Programs", Behavioral and Brain Sciences, 3 (3): 417–457, doi:10.1017/S0140525X00005756, Bản gốc lưu trữ ngày 23 tháng 8 năm 2000, truy cập ngày 15 tháng 8 năm 2011. Page numbers above refer to a standard pdf print of the article. See also Searle's original draft.
- Shah, Huma (ngày 15 tháng 1 năm 2009), Winner of 2008 Loebner Prize for Artificial Intelligence, Conversation, Deception and Intelligence, truy cập ngày 29 tháng 3 năm 2009.
- Shah, Huma (2010), Deception-detection and machine intelligence in practical Turing tests
- Shah, Huma (2011), Turing's Misunderstood Imitation Game and IBM's Watson Success
- Shah, Huma; Warwick, Kevin (2009a), "Emotion in the Turing Test: A Downward Trend for Machines in Recent Loebner Prizes", trong Vallverdú, Jordi; Casacuberta, David (biên tập), Handbook of Research on Synthetic Emotions and Sociable Robotics: New Applications in Affective Computing and Artificial Intelligence, Information Science, IGI, ISBN 978-1-60566-354-8
- Shah, Huma; Warwick, Kevin (2009b), Hidden Interlocutor Misidentification in Practical Turing Tests (submitted to journal, November 2009).
- Shah, Huma; Warwick, Kevin (tháng 4 năm 2010), "Testing Turing's Five Minutes Parallel-paired Imitation Game", Kybernetes Turing Test Special Issue, 4, Bản gốc lưu trữ ngày 26 tháng 9 năm 2012, truy cập ngày 15 tháng 8 năm 2011{{Chú thích}}:  Quản lý CS1: ngày tháng và năm (liên kết)
- Shapiro, Stuart C. (1992), "The Turing Test and the economist", ACM SIGART Bulletin, 3 (4): 10–11, doi:10.1145/141420.141423
- Shieber, Stuart M. (1994), "Lessons from a Restricted Turing Test", Communications of the ACM, 37 (6): 70–78, doi:10.1145/175208.175217, truy cập ngày 25 tháng 3 năm 2008
- Sterrett, S. G. (2000), "Turing's Two Test of Intelligence", Minds and Machines, 10 (4): 541, doi:10.1023/A:1011242120015 (reprinted in The Turing Test: The Elusive Standard of Artificial Intelligence edited by James H. Moor, Kluwer Academic 2003) ISBN 1-4020-1205-5
- Sundman, John (ngày 26 tháng 2 năm 2003), "Artificial stupidity", Salon.com, Bản gốc lưu trữ ngày 7 tháng 3 năm 2008, truy cập ngày 22 tháng 3 năm 2008
- Thomas, Peter J. (1995), The Social and Interactional Dimensions of Human-Computer Interfaces, Cambridge University Press, ISBN 052145302X
- Traiger, Saul (2000), "Making the Right Identification in the Turing Test", Minds and Machines, 10 (4): 561, doi:10.1023/A:1011254505902 (reprinted in The Turing Test: The Elusive Standard of Artificial Intelligence edited by James H. Moor, Kluwer Academic 2003) ISBN 1-4020-1205-5
- Turing, Alan (1948), "Machine Intelligence", trong Copeland, B. Jack (biên tập), The Essential Turing: The ideas that gave birth to the computer age, Oxford: Oxford University Press, ISBN 0-19-825080-0
- Turing, Alan (tháng 10 năm 1950), "Computing Machinery and Intelligence", Mind, LIX (236): 433–460, doi:10.1093/mind/LIX.236.433, ISSN 0026-4423
- Turing, Alan (1952), "Can Automatic Calculating Machines be Said to Think?", trong Copeland, B. Jack (biên tập), The Essential Turing: The ideas that gave birth to the computer age, Oxford: Oxford University Press, ISBN 0-19-825080-0
- Zylberberg, A.; Calot, E. (2007), "Optimizing Lies in State Oriented Domains based on Genetic Algorithms", Proceedings VI Ibero-American Symposium on Software Engineering: 11–18, ISBN 978-9972-2885-1-7
- Weizenbaum, Joseph (tháng 1 năm 1966), "ELIZA - A Computer Program For the Study of Natural Language Communication Between Man And Machine", Communications of the ACM, 9 (1): 36–45, doi:10.1145/365153.365168
- Whitby, Blay (1996), "The Turing Test: AI's Biggest Blind Alley?", trong Millican, Peter & Clark, Andy (biên tập), Machines and Thought: The Legacy of Alan Turing, quyển 1, Oxford University Press, tr. 53–62, ISBN 0-19-823876-2{{Chú thích}}:  Quản lý CS1: nhiều tên: danh sách biên tập viên (liên kết)
- Adams, Scott (2008), Dilbert, Bản gốc lưu trữ ngày 24 tháng 12 năm 2008, truy cập ngày 15 tháng 8 năm 2011 {{Chú thích}}: Đã bỏ qua tham số không rõ |distributed by= (trợ giúp)